# 过马营镇
过马营镇，是中华人民共和国青海省海南藏族自治州贵南县下辖的一个乡镇级行政单位。

## 行政区划
过马营镇下辖以下地区：
过马营社区、过茫村、直亥村、日安秀麻村、角色村、洛加村、麻什干村、沙加村、切扎村、多拉村、达拉村和查乃亥村。